# Bralos
Bralos sau Brallos (în greacă Μπράλ[λ]ος) este un sat situat pe pantele Muntelui Kallidromon în prefectura Ftiotida din Grecia. El face parte din municipalitatea Amfikleia-Elateia și se află de-a lungul drumului european E65.

## Istoric
În octombrie 1917, în timpul Primului Război Mondial, Spitalul Staționar nr. 49 a fost stabilit la Bralos, împreună cu tabăra de odihnă și de recuperare a trupelor Aliate. El a rămas în folosință până în aprilie 1919. Mulți dintre militarii morți în spital — mai ales în urma epidemiei de gripă — sunt îngropați în Cimitirul Britanic Bralo. Acesta conține 101 morminte, dintre care 95 sunt ale unor militari aparținând țărilor Comunității Britanice.
Bralos fost, de asemenea, locul unei lupte între trupele Comunității Britanice și trupele germane în Bătălia de la Termopile (1941).